# 塞文奧克斯
塞文奥克斯（意为“七颗橡树”）是英格蘭肯特郡的一個城鎮，位於肯特郡西部，查令十字東南21英里（34）。該鎮是塞文奧克斯區的行政中心。